# CoRoT-3 b
COROT-3 b (ранее COROT-Exo-3 b) — коричневый карлик или массивная экзопланета у звезды COROT-3 в созвездии Орла, открытая космическим телескопом COROT в 2008 году. Находится на расстоянии 2200 св. лет от Солнца.
Она особенно интересна тем, что её масса в 21,66 раза больше Юпитера. Хотя, так как планета открыта методом замера радиальных скоростей, судить о её истинной массе сложно — погрешность измерений так велика, что истинная масса этого объекта может оказаться значительно меньше.